# Gadella jordani
Gadella jordani is een straalvinnige vissensoort uit de familie van de diepzeekabeljauwen (Moridae). De wetenschappelijke naam van de soort is voor het eerst geldig gepubliceerd in 1951 door Böhlke & Mead.